# Manuel Cabezón
Manuel Cabezón Díaz (Linares, 6 de septiembre de 1886 - Santiago, 16 de abril de 1947). Abogado y político radical chileno. Hijo de Pablo Cabezón y Filomena Díaz. Contrajo matrimonio con Laura Hortensia Vivanco Ferrada (1925).

## Actividades Profesionales
Estudió en el Liceo de Linares y de Talca. Pasó luego a la Facultad de Derecho de la Universidad de Chile, donde se graduó de abogado (1909), con una tesis titulada “Estudio crítico sobre dos puntos de nuestra organización municipal”.
Ejerció su profesión en la capital, especializándose en legislación criminal. Fue presidente del Primer Congreso de Empleados Judiciales (1925).

## Actividades Políticas
Militante del Partido Radical, llegó a ser presidente de la Juventud Radical.
Elegido Diputado por el 1.er. Distrito Metropolitano: Santiago (1937-1941), participando de la comisión permanente de Constitución, Legislación y Justicia.
Reelecto Diputado por Santiago (1941-1945), integrando la comisión permanente de Economía y Comercio.
Nuevamente elegido Diputado por el mismo distrito (1945-1949), se incorporó presuntivamente el 15 de mayo de 1945. Sin embargo Esteban Bedoya Hundesdoerffer (PDo) se incorpora en su reemplazo el 13 de julio de 1945, tras un dictamen del Tribunal Calificador de Elecciones.